# Березов (Львовская область)
Березов (укр. Бе́резів) — село в Хыровской городской общине Самборского района Львовской области Украины.
Расположено в 13 км от районного и в 104 км от областного центров. Через территорию села проходит автомобильная дорога территориального значения Т 1401 (Смольница — Старый Самбор). На расстоянии 4 км находится железнодорожная станция Городовичи, а в 39 км — аэропорт «Калинов». Вдоль юго-восточной границы населенного пункта к северу протекает правый приток реки Стрвяж — Ясеница.
Население по переписи 2001 года составляло 287 человек. Занимает площадь 0,6 км². Почтовый индекс — 82055. Телефонный код — 3238.
Основан в 1589 году как поселение Речи Посполитой. В 1773 году вошел в состав Австрийской империи, а с 1867 — Австро-Венгрии. В 1918—1939 годах периодически находился под властью ЗНР, УНР и Второй Польской Республики. С 1939 года — в составе УССР, с 1991 года и по настоящее время — в составе независимой Украины.